# Ulica Kapucyńska w Krakowie
Ulica Kapucyńska – ulica w Krakowie, w dzielnicy I Stare Miasto, oddziela Nowy Świat od Piasku.
Łączy ulicę Loretańską z ulicą Podwale. Jest jednojezdniowa.

## Historia
W XVI wieku mieściła się w miejscu dzisiejszej ulicy jurydyka zwana Ogrodniki. Ulica istniała już w XIX wieku jako droga bezimienna, natomiast nazwę obecną otrzymała w 1881 roku. Związana ona jest z istniejącym od 1699 roku klasztorem i kościołem kapucynów.
Wcześniej w tej okolicy znajdował się także klasztor reformatów, zburzony jednak został podczas potopu szwedzkiego, zaś nowy klasztor powstał przy dzisiejszej ul. Reformackiej. Do 1880 roku nazwę ulicy Kapucyńskiej nosiła także część sąsiedniej ulicy Podwale.
Przy skrzyżowaniu z ul. Podwale stała kolumna z figurą Matki Bożej Łaskawej, która zdobiła uprzednio bramę, zlikwidowanego w 1796, cmentarza Mariackiego. Zakupiona przez kapucynów i postawiona przy wylocie ulicy a w 1941 przeniesiona na Planty. Stoi obecnie u wylotu ul. Jagiellońskiej.

## Zabudowa
Po nieparzystej stronie ulicy, na Piasku:
Do końca XIX wieku znajdował się tutaj ogród dworu Wodzickich. Dwór i ogród sprzedano i rozparcelowano a następnie zabudowano czynszowymi kamienicami.
- ul. Kapucyńska 1 (ul. Podwale 1) – kamienica, 1893.
- ul. Kapucyńska 3 – kamienica. Projektował Leopold Tlachna, 1893[a].
- ul. Kapucyńska 5 – kamienica. Projektował Leopold Tlachna, 1895[b].
- ul. Kapucyńska 7 (ul. Loretańską 14) – kamienica. Projektował Leopold Tlachna, 1894[c].

Po parzystej stronie ulicy, na Nowym Świecie:
Po tej stronie ulicy do końca XIX wieku znajdowała się wojskowa ujeżdżalnia (Reitschule), która spaliła się w 1897. Na jej miejscu zbudowano dwie szkoły.
- ul. Kapucyńska 2 (ul. Floriana Straszewskiego 29) – budynek dawnej Akademii Handlowej Projektował Jan Zawiejski, 1904–1906
- ul. Kapucyńska 6 (róg z ul. Loretańską 16) – dawna szkoła św. Jadwigi. Projektował Jan Zawiejski, 1905–1906.

Opracowano na podstawie źródła: Gminnej ewidencji zabytków – Kraków.

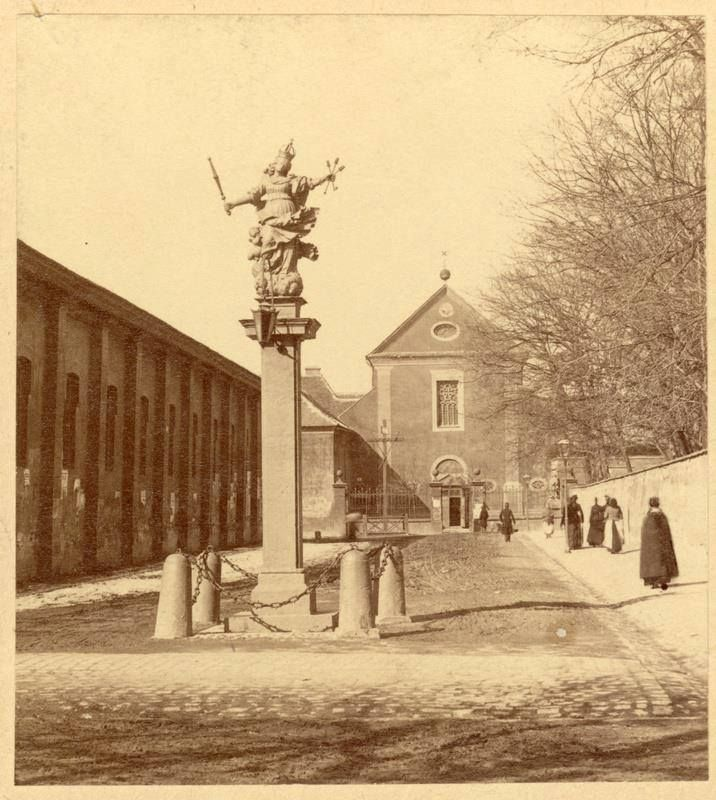
Ulica przed 1897. Po lewej ujeżdżalnia, po prawej ogród Wodzickich
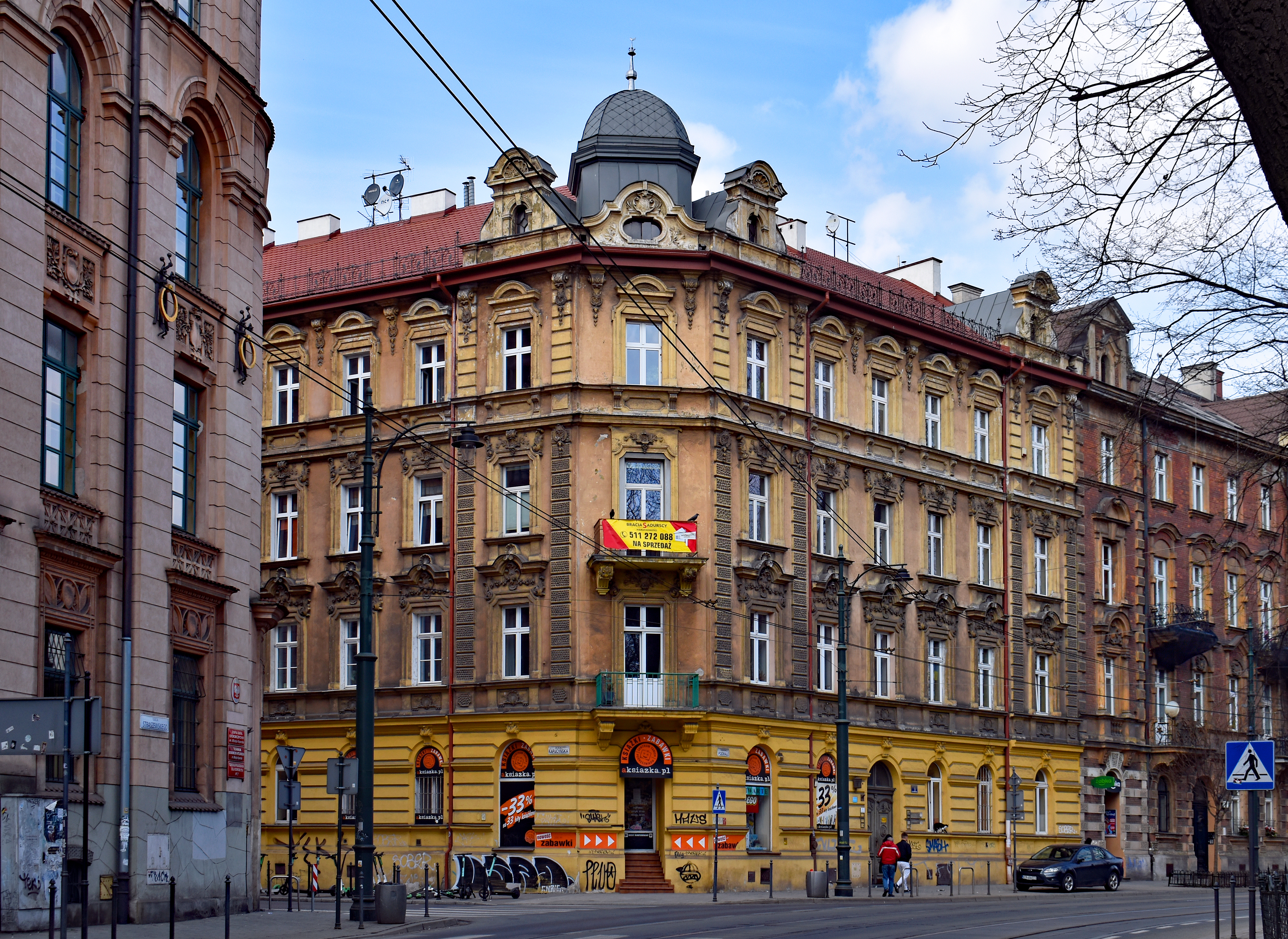
ul. Kapucyńska 1 (ul. Podwale 1) Kamienica (1893)
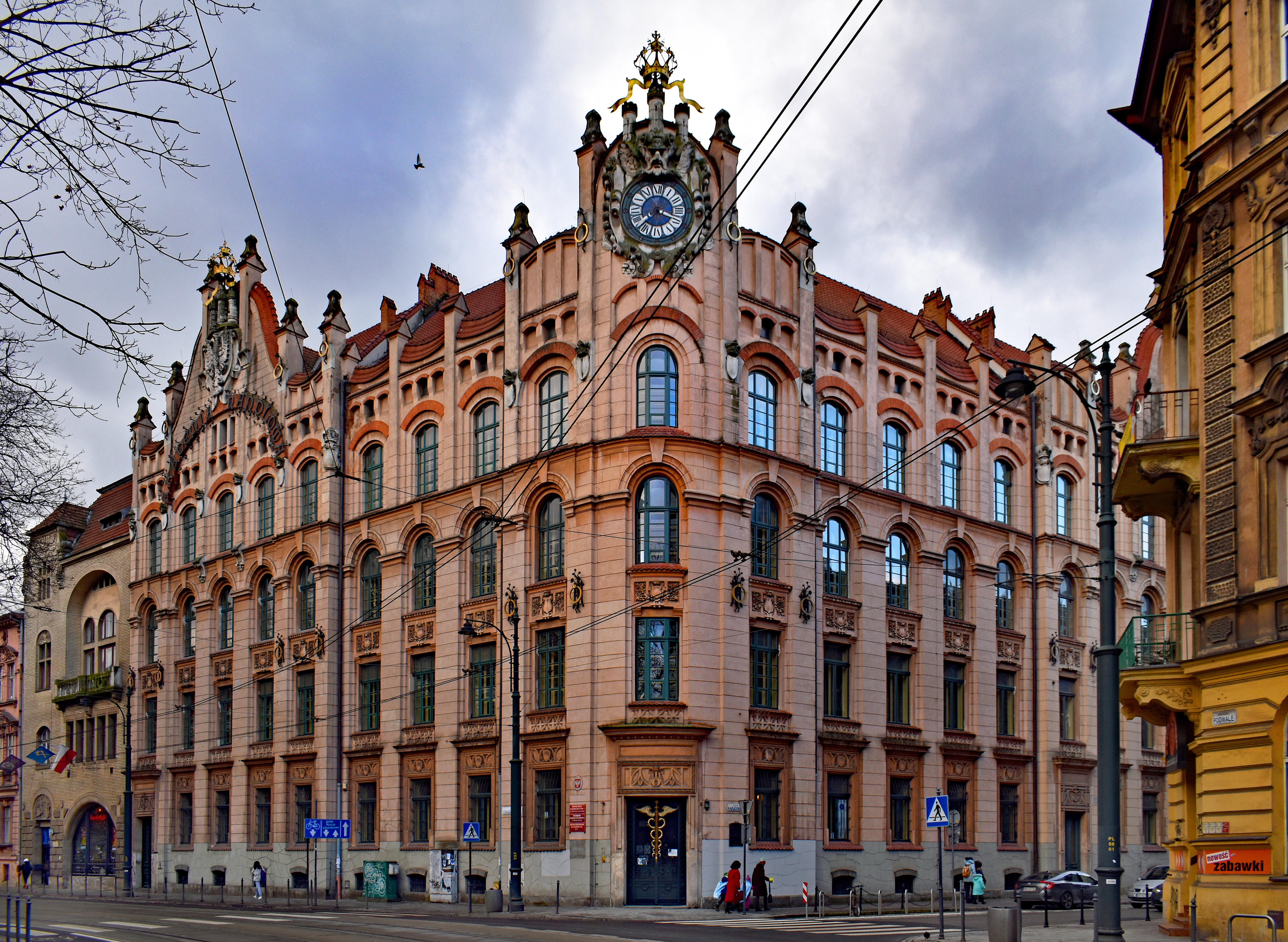
ul. Kapucyńska 2 (ul. Straszewskiego 29) Budynek dawnej Akademii Handlowej
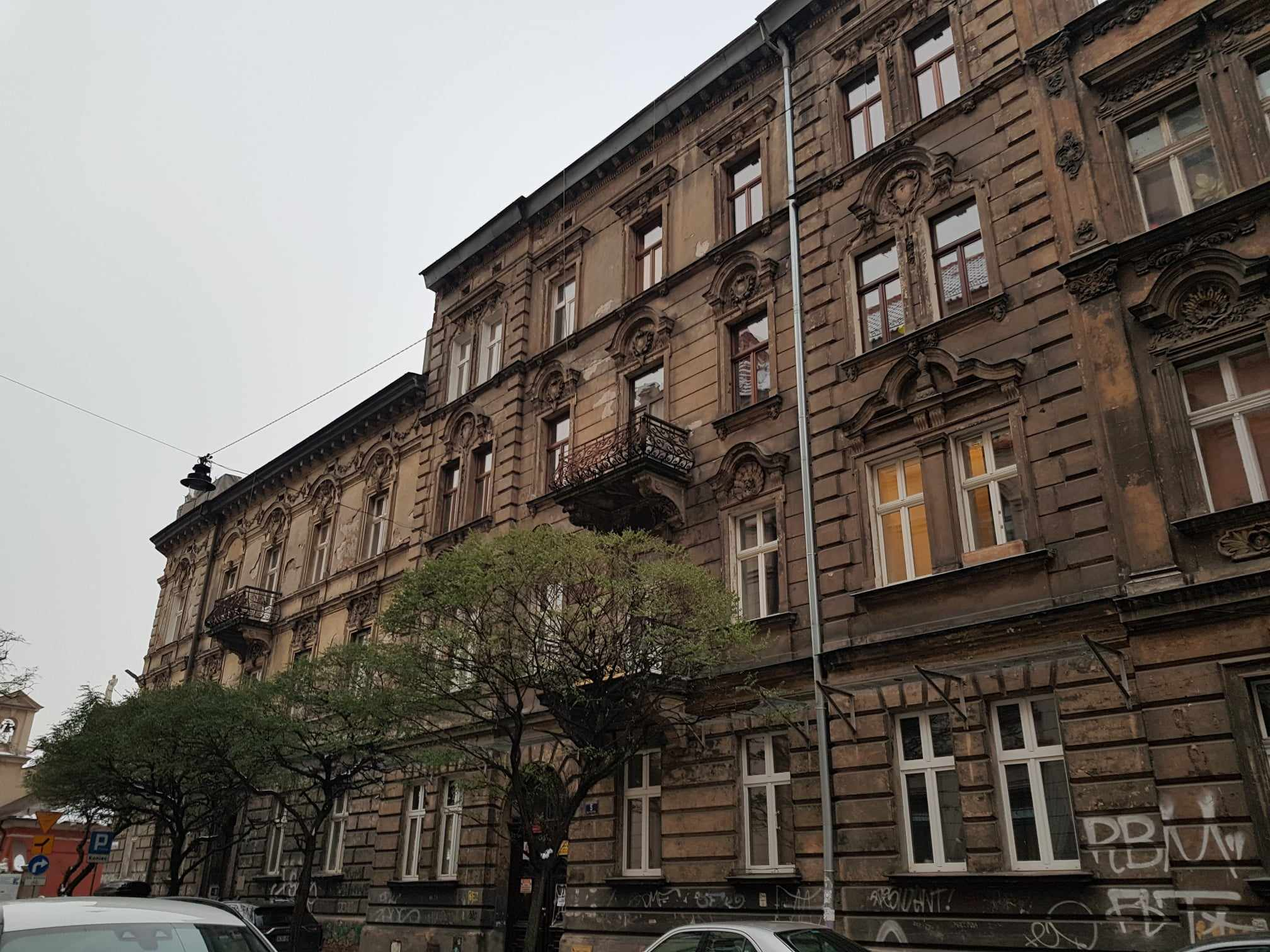
ul. Kapucyńska 5 Kamienica (proj. Leopold Tlachna, 1895)
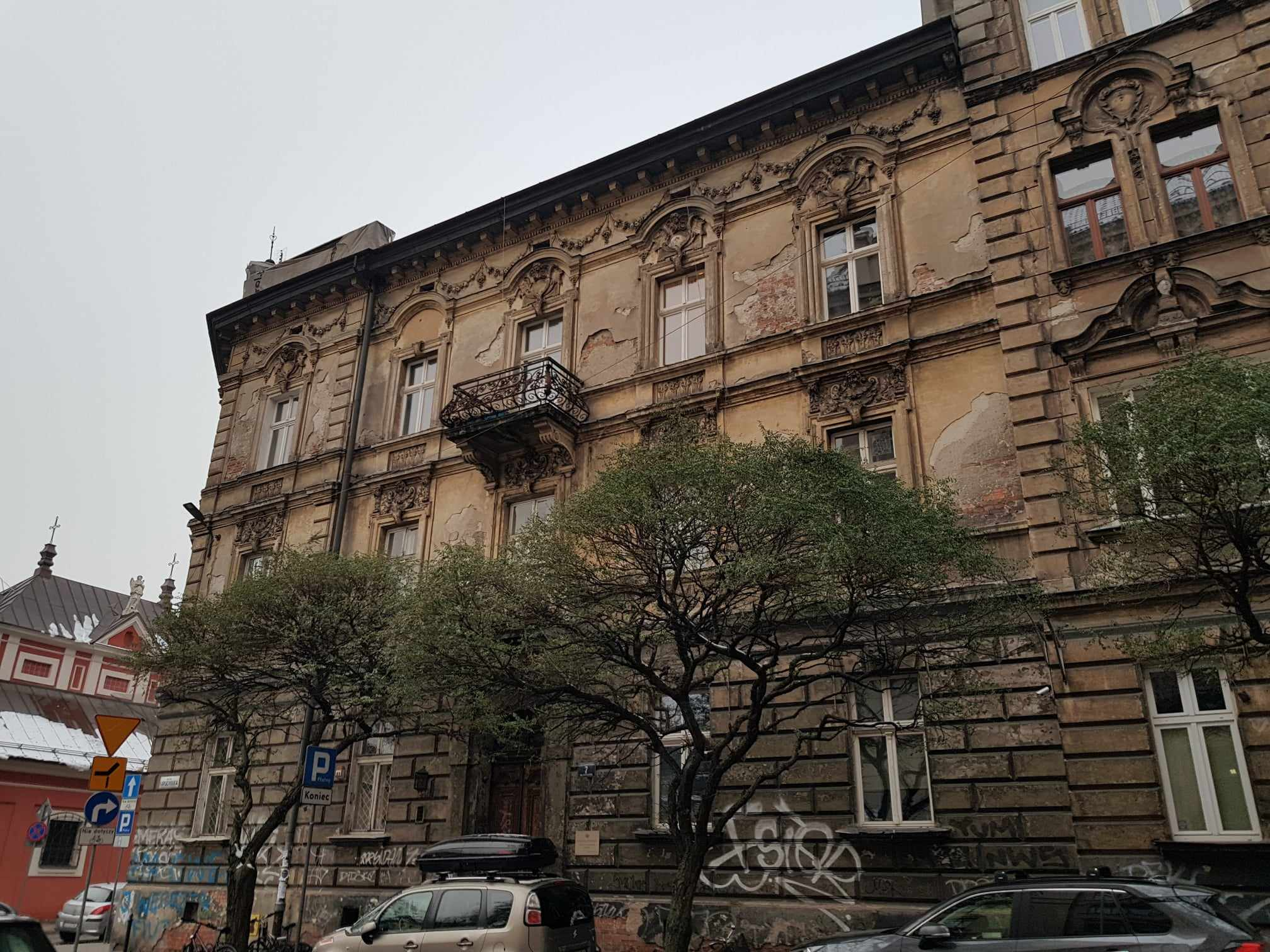
ul. Kapucyńska 7 Kamienica (proj. Leopold Tlachna, 1894)